# Aix-en-Othe
Aix-en-Othe ist eine Ortschaft und eine ehemalige französische Gemeinde mit 2.202 Einwohnern (Stand 1. Januar 2022) im Département Aube in der Region Grand Est. 
Sie wurde mit Wirkung vom 1. Januar 2016 mit den früheren Gemeinden Palis und Villemaur-sur-Vanne zu einer Commune nouvelle mit der Bezeichnung Aix-Villemaur-Pâlis zusammengelegt und hat in der neuen Gemeinde den Status einer Commune déléguée inne.

## Geographie
Aix-en-Othe liegt etwa 26 Kilometer westsüdwestlich von Troyes in der historischen Landschaft Pays d’Othe am kleinen Fluss Nosle.

## Bevölkerungsentwicklung
| Jahr                       | 1962 | 1968 | 1975 | 1982 | 1990 | 1999 | 2007 | 2016 |
| Einwohner                  | 2270 | 2112 | 2313 | 2349 | 2260 | 2131 | 2379 | 2433 |
| Quellen: Cassini und INSEE |      |      |      |      |      |      |      |      |

## Sehenswürdigkeiten
- Kirche Nativité-de-la-Vierge, ab Ende des 16. Jahrhunderts erbaut, Monument historique seit 1980
- Kapelle Saint-Avit, Ende des 12. Jahrhunderts erbaut, Monument historique seit 1975
- Markthalle des Typs Baltard aus dem 19. Jahrhundert

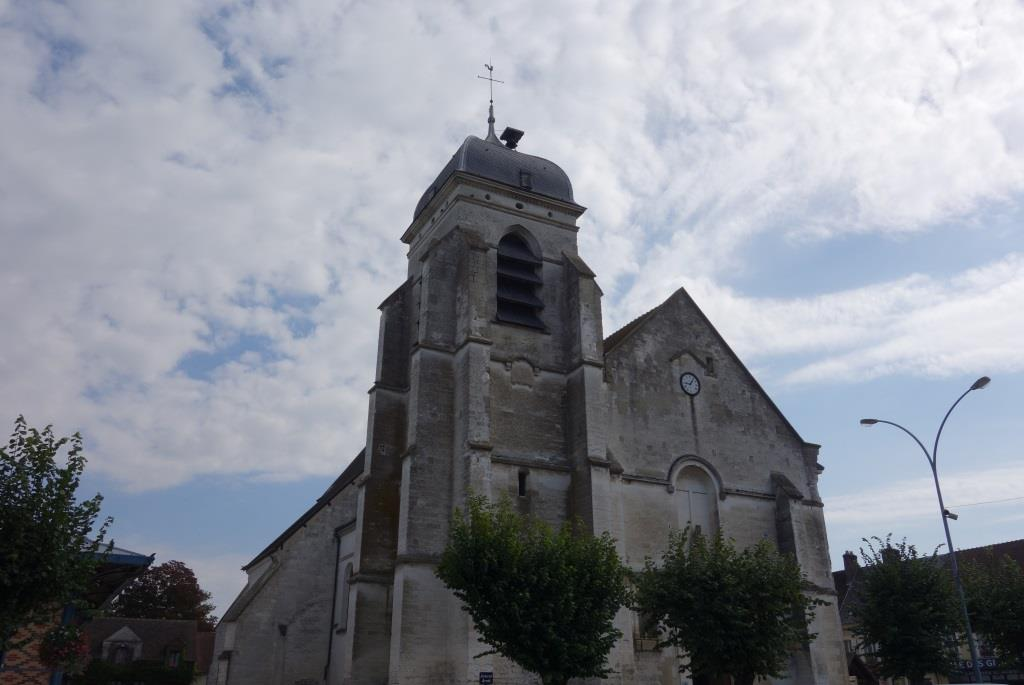
Kirche Nativité-de-la-Vierge
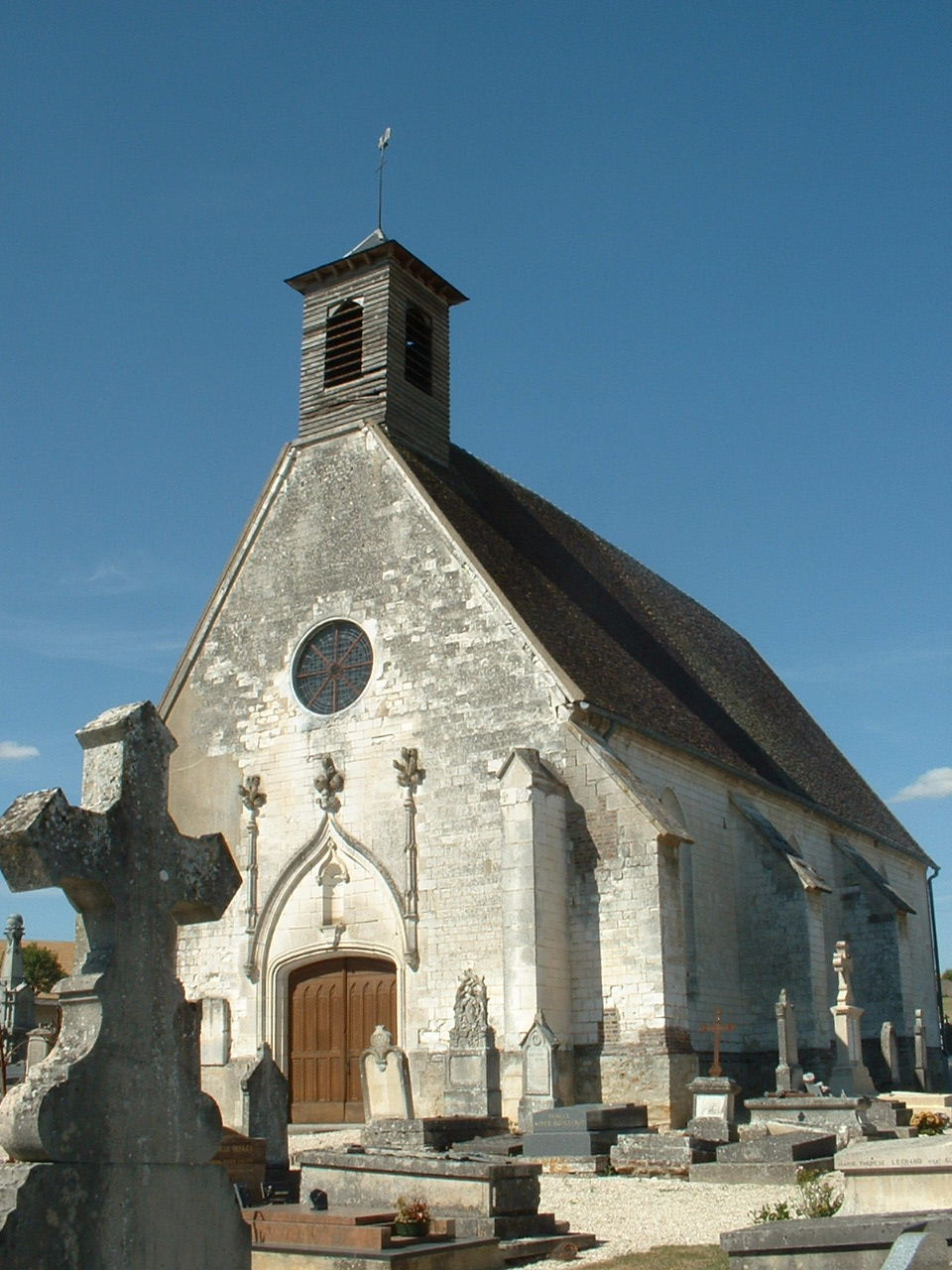
Kapelle Saint-Avit
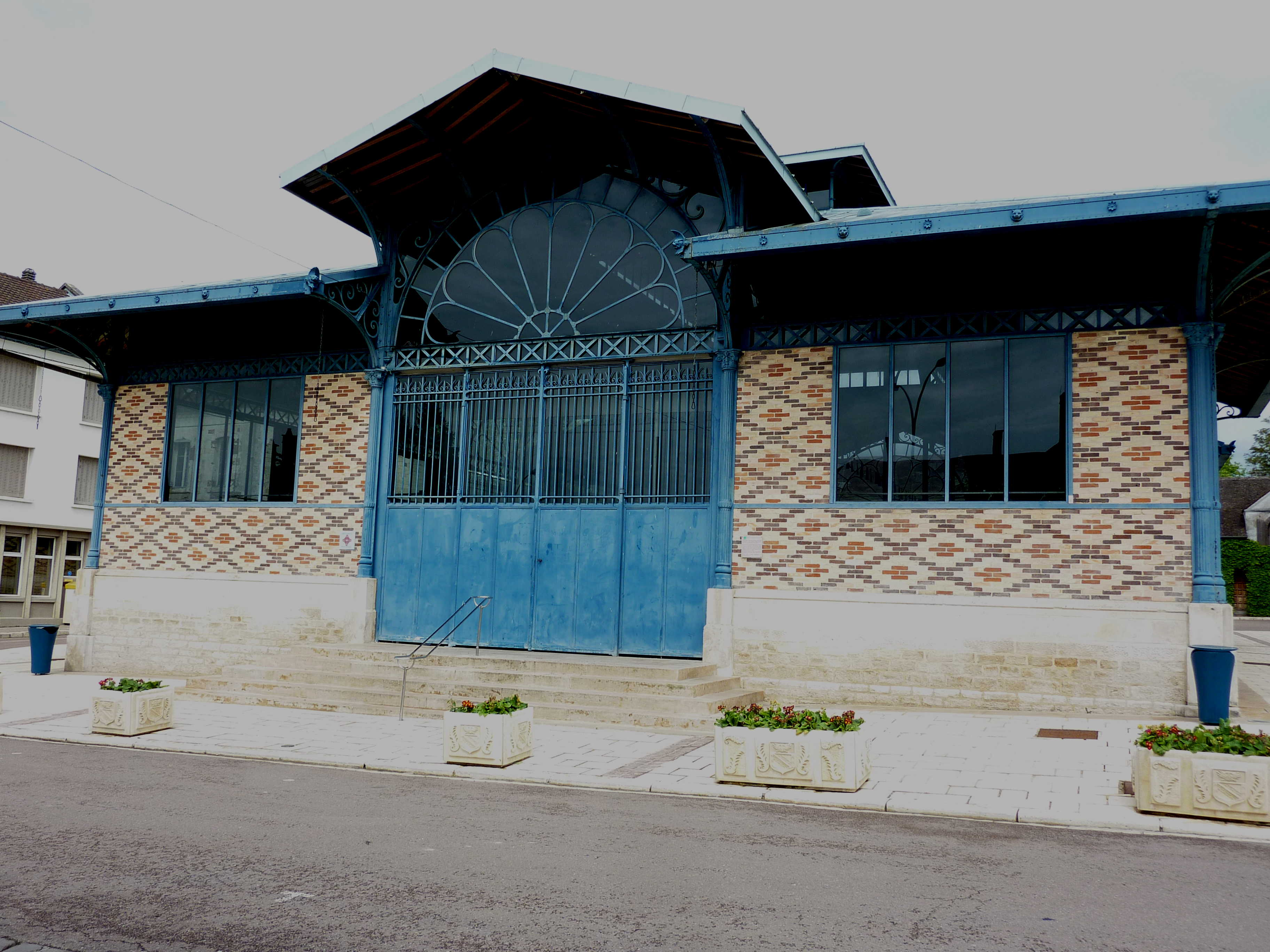
Markthalle (Typ Baltard)